# Peucedanum angustisectum
Peucedanum angustisectum là một loài thực vật có hoa thuộc họ Apiaceae.
Loài này có ở Cameroon và Nigeria.
Môi trường sống tự nhiên của chúng là đồng cỏ khô nhiệt đới hoặc cận nhiệt đới vùng đất thấp.